# Dème de Thessalonique
Le dème de Thessalonique, en grec moderne : Δήμος Θεσσαλονίκης / Dímos Thessaloníkis, est un dème du district régional de Thessalonique, en Macédoine-Centrale, Grèce. Le dème actuel résulte de la fusion, en 2010, des anciens dèmes de Triandría et de Thessalonique.
Selon le recensement de 2011, la population du dème compte 325 182 habitants, tandis que celle de la ville de Thessalonique s'élève à 315 196 habitants.
Le siège du dème est la ville de Thessalonique qui est également le siège du district régional de Thessalonique.